# مردگان متحرک (فصل ۲)
فصل دوم از سریال مردگان متحرک در تاریخ ۱۶ اکتبر ۲۰۱۱ شروع و در تاریخ ۱۸ مارس ۲۰۱۲ تمام شده‌است. این فصل از سریال نیز همانند فصل قبل براساس کتاب‌های کمیک مردگان متحرک که نویسنده آن رابرت کرکمن است، ساخته شده‌است. این فصل از سریال در حدود ۱۰٫۹ میلیون بیننده داشت.

## بازیگران

### بازیگران اصلی این فصل
- اندرو لینکولن در نقش ریک گریمز
- چندلر ریگز در نقش کارل گریمز
- نورمن ریداس در نقش دریل دیکسون
- مایکل راکر در نقش مریل دیکسون
- جان برنتال در نقش شین والش
- استیون ین در نقش گلن ری
- سارا وین کالیز در نقش لوری گریمز
- لوری هولدن در نقش آندریا
- جفری دی مان در نقش دیل هورواث
- رابرت سینگلتون در نقش تی-داگ
- ملیسا مک براید در نقش کارول پلیتر
- اسکات ویلسون در نقش هرشل گرین
- لورن کوهن در نقش مگی گرین
- امیلی کینی در نقش بث گرین
- دانای گوریرا در نقش میشون

## داستان
در این فصل اعضای گروه بازماندگان در حین فرار از دست مرده‌های متحرک و طی اتفاقاتی سر از مزرعه‌ای در میآورند که متعلق به پیر مردی به نام هرشل است و با اعضای خانواده اش در آنجا زندگی می‌کند. هرشل مردی است که فکر می‌کند راه درمانی برای بیماری وجود دارد و گله‌ای از مرده‌ها را در طویله خود نگه داشته‌است غافل از این که آن‌ها خطر سازند. در حالی که ریک و گروهش در مزرعه هرشل به سر می‌برند بین گلن و دختر مزرعه دار، مگی، رابطه عاشقانه‌ای به وجود می‌آید، معلوم می‌شود همسر ریک باردار است و در این بین چهرهٔ پلید شین دوست قدیمی ریک آشکار می‌شود. در نهایت با کشته شدن شین بدست ریک گله‌ای بزرگ از مردگان متحرک به مزرعه حمله می‌کنند و پس از از دست دادن عده از گروه و خانواده هرشل، وی با دخترانش به ریک ملحق شده و فرار می‌کنند. آندریا که از گروه جدا افتاده با دختری سیاه‌پوست که بین مرده‌ها استتار کرده همچون ریک و گروهش آواره می‌شود.

## قسمت‌ها

### نیم فصل اول
| No. in سریال | No. in فصل | عنوان                | کارگردان                         | نویسنده                      | تاریخ پخش      | میانگین بیننده در آمریکا (millions) |
| ------------ | ---------- | -------------------- | -------------------------------- | ---------------------------- | -------------- | ----------------------------------- |
| ۱            | ۷          | «چه دروغ‌هایی در پیش» | گینث هوردر-پیتون و ارنست دیکرسون | فرانک دارابونت و رابرت کرکمن | ۱۶ اکتبر ۲۰۱۱  | ۷٫۲۶                                |
| ۲            | ۸          | «حجامت»              | ارنست دیکرسون                    | گلن مازارا                   | ۲۳ نوامبر ۲۰۱۱ | ۶٫۷۰                                |
| ۳            | ۹          | «نجات آخرین نفر»     | فیل آبراهام                      | اسکات گیمپل                  | ۳۰ نوامبر ۲۰۱۱ | ۶٫۱۰                                |
| ۴            | ۱۰         | «گل رز چروکی»        | بیلی گیرهارت                     | ایوان رایلی                  | ۶ دسامبر ۲۰۱۱  | ۶٫۲۹                                |
| ۵            | ۱۱         | «چوپاکابرا»          | گای فرلاند                       | دیوید لسلیه جانسون           | ۱۳ دسامبر ۲۰۱۱ | ۶٫۱۲                                |
| ۶            | ۱۲         | «رازها»              | دیوید بوید                       | آنجلا کنگ                    | ۲۰ دسامبر ۲۰۱۰ | ۵٫۹۷                                |
| ۷            | ۱۳         | «الانشم تقریباً مرده» | میشل مک‌لارن                      | اسکات گیمپل                  | ۲۷ دسامبر ۲۰۱۱ | ۶٫۶۲                                |

### نیم فصل دوم
| No. in سریال | No. in فصل | عنوان                     | کارگردان      | نویسنده                  | تاریخ پخش     | میانگین بیننده در آمریکا (millions) |
| ------------ | ---------- | ------------------------- | ------------- | ------------------------ | ------------- | ----------------------------------- |
| ۸            | ۱۴         | «نبراسکا»                 | کلارک جانسون  | ایوان رایلی              | ۱۲ فوریه ۲۰۱۲ | ۸٫۱۰                                |
| ۹            | ۱۵         | «انگشت ماشه‌ای»            | بیلی گیرهارت  | دیوید لسلیه جانسون       | ۱۹ فوریه ۲۰۱۲ | ۶٫۸۹                                |
| ۱۰           | ۱۶         | «۱۸ مایل دورتر»           | ارنست دیکرسون | اسکات گیمپل و گلن مازارا | ۲۶ فوریه ۲۰۱۲ | ۷٫۰۴                                |
| ۱۱           | ۱۷         | «قاضی، هیئت داوران، جلاد» | گرگ نیکوترو   | آنجلا کنگ                | ۴ مارس ۲۰۱۲   | ۶٫۷۷                                |
| ۱۲           | ۱۸         | «فرشته‌های بهتر»           | گای فرلاند    | ایوان رایلی و گلن مازارا | ۱۱ مارس ۲۰۱۲  | ۶٫۸۹                                |
| ۱۳           | ۱۹         | «در کنار آتش در حال مرگ»  | ارنست دیکرسون | رابرت کرکمن و گلن مازارا | ۱۸ مارس ۲۰۱۲  | ۸٫۹۹                                |